# La grande rapina al treno
La grande rapina al treno (titolo originale The Great Train Robbery) è un romanzo scritto nel 1975 dallo scrittore statunitense Michael Crichton. È una ricostruzione di un fatto realmente avvenuto nel 1855.

## Trama

### Introduzione
L'autore, in questa parte del libro, spiega a grandi linee il motivo per cui questa rapina, ancora oggi, è ricordata come il furto dell'epoca, e anche il pensiero dell'Inghilterra vittoriana al riguardo del treno e della rivoluzione culturale, e non solo, che il treno ha portato. Accenna alle opinioni degli inglesi dell'epoca al riguardo alla criminalità, ovviamente non vere, ovvero che i delitti venivano commessi dalle persone in stato di povertà e di bisogno, che i criminali erano di intelligenza limitata e che i reati erano, alla fine, risolti e spiegati. Pochi anni dopo Arthur Conan Doyle scriveva i suoi romanzi e racconti con il protagonista Sherlock Holmes. Per effettuare questo furto, invece, hanno partecipato alcune persone altolocate ed è servito tanto tempo per pianificarlo e tanta audacia per portarlo a compimento, un vero smacco per gli inglesi dell'epoca. L'autore, con i resoconti dei giornali dell'epoca e con le testimonianze date in tribunale ha ricostruito i vari fatti e scritto questo avvincente e coinvolgente romanzo.

### Parte prima - Preparativi (maggio-ottobre 1854)
Edward Pierce era un uomo alto, una bella e folta barba rossa, ben vestito, di circa 30 anni con una grande disponibilità di denaro. Si vestiva e si comportava da vero gentiluomo e aveva delle conoscenze altolocate. Viveva in uno dei quartieri più eleganti di Londra, e viaggiava moltissimo, sia in Europa che negli Stati Uniti. Non si conosce assolutamente nulla di lui prima del 1850; è da tener presente che i certificati di nascita non esistevano ancora, la fotografia era appena nata e le impronte digitali completamente sconosciute.
Robert Agar era un grande specialista in serrature e in chiavi. Conosceva Edward Pierce di fama e aveva sentito dire in giro che stava organizzando un grande colpo.
Henry Fowler, direttore generale della banca Huddleston & Bradford, 47 anni, conosceva il gentiluomo Edward Pierce di persona e spesso andavano a cena insieme.
Grazie alla conoscenza con Henry Fowler, Pierce viene a sapere che occorrono quattro chiavi per aprire le due casseforti che sono sul treno che parte con regolarità da Londra, contenenti l'oro per finanziare la guerra in Crimea. Servono due chiavi per ogni singola cassaforte; due di queste si trovavano negli uffici ferroviari, una era in possesso di Henry Fowler (la portava sempre con sé) e l'altra era in possesso di Edgar Trent.
Inizio del mese di luglio del 1854. Pierce e Agar incominciano a sorvegliare gli uffici ferroviari per capire dove sono nascoste le due chiavi. Dopo alcuni giorni di appostamento si rendono conto che hanno bisogno di una "biscia", cioè di una persona che entri e che apra gli uffici dall'interno tra un passaggio della ronda della polizia e il successivo. Valutano che la miglior "biscia" che faccia al loro scopo sia Clean Willy Williams che però in quel momento si trova in galera. È da tener presente che Alfred Nobel non aveva ancora inventato la dinamite, per cui una cassaforte chiusa era un vero ostacolo, soprattutto se era molto pesante e intrasportabile manualmente. All'epoca esistevano solo tre soluzioni per aprire una cassaforte.
1. Portare via la cassaforte e aprirla con comodo.
2. Usare un trapano a mano per praticare un foro sulla cassaforte e attraverso il foro far scattare la serratura.
3. Usare le chiavi e con esse aprirla.

Il primo metodo non era molto semplice da applicare, visto il grande peso e l'ingombro di ognuna delle due casseforti. Per il secondo metodo occorreva molto tempo e un'attrezzatura piuttosto ingombrante e pesante e non era esente da problemi di tipo meccanico. Il terzo metodo era ed è il migliore, anche se non semplice da applicare, visto la necessità di procurarsi le chiavi necessarie. Per molti ladri dell'epoca una cassaforte ingombrante e molto pesante era un ostacolo talmente tanto insormontabile da rinunciare immediatamente al possibile colpo.
Metà del mese di luglio del 1854. Pierce è a conoscenza di dove si trovano tre delle quattro chiavi di cui ha bisogno. Sa anche chi è in possesso della quarta ma non sa dove l'ha nascosta. Grazie a un borseggiatore di nome Teddy Burke, incaricato espressamente da Edward Pierce, esclude che Edgar Trent si porti la quarta chiave dietro. Nel frattempo Pierce si mette in contatto con Maggie, la donna di Clean Willy Williams, e gli chiede di informare il suo uomo che, se vuole partecipare a un colpo, deve fuggire di galera "alla prima forca".
Pierce si informa su Edgar Trent per cercare eventuali punti deboli per poterci entrare in confidenza e cercare di capire dove poteva aver nascosto la quarta chiave. Dopo vari giorni di appostamenti infruttuosi, per un colpo di fortuna, Edgar Trent è un appassionato di "caccia al topo con il cane". All'epoca questo "sport" era molto diffuso e molto apprezzato, sia dalle classi agiate che dalle classi umili della popolazione, e si poteva anche scommettere su questi combattimenti. Grazie a questo e a un altro colpo di fortuna, Pierce riesce a diventare amico di Edgar Trent e della sua famiglia.
La mattina del 28 agosto del 1854 viene impiccata Emma Barnes e, in contemporanea, Clean Willy Williams riesce a fuggire dalla prigione di Newgate, nota come uno dei penitenziari più sicuri di tutta l'Inghilterra. Dovendosi nascondere almeno per un po', Clean Willy Williams torna dalla sua amante Maggie, ma la trova con un altro uomo e decide di sostituirla con un'altra ragazza di nome Louise. Pierce continua a frequentare casa Trent e una mattina di ottobre del 1854 riesce a intuire, grazie a Elizabeth, dove il signor Edgar Trent ha nascosto la quarta chiave.

### Parte seconda - Le chiavi (novembre 1854-febbraio 1855)
Per un altro colpo di fortuna per Edward Pierce e la sua banda di ladri, Henry Fowler ha preso la malattia francese (sifilide) e lo comunica, con molto disagio, a Pierce. All'epoca non esistevano cure alle malattie veneree e si credeva che avendo un rapporto sessuale con una ragazza vergine la malattia sparisse.
Pierce riesce a procurare a Henry una ragazzina di 12 anni e mentre Henry e la ragazza sono in una camera per appuntamenti una mano furtiva riesce a effettuare un duplicato, in cera, della chiave in possesso a Henry Fowler. Il duplicato della prima chiave è stato fatto.
Attraverso un semplice trucco Pierce e Agar riescono furtivamente a entrare in casa di Trent e si dirigono al nascondiglio della chiave. Altro colpo di fortuna, riescono a trovare la chiave e a farne un duplicato in cera, entrando così in possesso anche del duplicato della seconda chiave.
Ora mancano solamente le due chiavi che sono custodite negli uffici ferroviari, ma c'è una novità rispetto al sopralluogo, ossia un uomo di guardia negli uffici, costringendoli a effettuare un nuovo sopralluogo per capire le sue abitudini. Dopo un accurato sopralluogo, Agar e Pierce riescono ad escogitare un nuovo piano: con un'operazione molto temeraria al limite dell'incredibile e con molta preparazione anche fisica, Agar, con la collaborazione di Clean Willy Williams, riesce ad entrare negli uffici ferroviari e ad impossessarsi dei calchi in cera delle due chiavi che ancora mancavano. Ora hanno tutte e quattro i calchi in cera delle chiavi necessarie. Alcuni giorni dopo, Pierce si rivolge ad alcuni Pelanguille per ordinare, nel complesso, 125 kg di pallini di piombo.
Pierce contatta la guardia, di nome Burgess, che effettua sul treno la scorta alle casseforti che contengono l'oro. Visto che il suo è uno stipendio misero, riesce a corromperla per poter provare l'efficacia delle quattro chiavi. Le chiavi ottenute attraverso i calchi in cera sono molto simili agli originali, ma le piccole differenze esistenti ne impedirebbero il regolare funzionamento. Pertanto, per essere certi che nel momento del bisogno non ci siano ritardi, vanno provate e limate nei punti giusti, un lavoro molto delicato e che va effettuato da un vero professionista delle serrature. Ovviamente è Agar che si occupa di effettuare questa rifinitura alle chiavi delle casseforti. Riesce ad aprire entrambe le casseforti ma le richiude senza prelevare nulla. All'arrivo del treno alla stazione di Folkestone, Agar scende dal treno con le sue quattro chiavi funzionanti e Pierce gli conferma che il colpo consiste nel rubare l'oro diretto in Crimea.

### Parte terza - Ritardi e difficoltà (marzo-maggio 1855)
Il piano originale era quello di salire sul treno con delle grandi valigie piene di piombo, aprire le casseforti con le quattro chiavi, sostituire l'oro con il piombo, richiudere le casseforti e scendere dal treno. Quando si fossero resi conto del furto sarebbe stato molto difficile capire dove era avvenuta la sostituzione. È da tener presente che l'oro veniva spedito in Crimea passando attraverso la Francia. I rapporti tra Inghilterra e Francia erano molto tesi, sia per i risultati (molto deludenti) della guerra, sia perché non era passato ancora molto tempo da quando questi alleati erano nemici giurati. Questo fatto avrebbe ingarbugliato così tanto le indagini da rendere praticamente impossibile rintracciare i colpevoli del furto e le loro complicità.
Il colpo era previsto per il 14 marzo 1855, ma per vari motivi, a volte esterni, a volte interni alla banda di ladri, il tempo passava e il colpo non si effettuava. Pierce riusciva a sapere le date delle spedizioni grazie ad una sua amica, Susan Lang, che era molto intima di Henry Fowler. Il 10 maggio 1855, Pierce e compagni vengono a sapere che le due casseforti sono state rimosse dal vagone ferroviario e portate ad una revisione dal fabbricante. Il panico si diffonde su Agar e Pierce, che temono che mesi e mesi di duro lavoro siano andati in fumo. Per sapere il motivo di questa revisione inviano da Chubb (il costruttore delle casseforti) una bella signora a investigare. Per fortuna, il responso si rivela ininfluente per le serrature; tranquillizzati da questa informazione, decidono di attuare il piano il 22 maggio 1855.
Il 17 maggio, cinque giorni prima dell'ora X, i piani vengono nuovamente scompigliati: Clean Willy Williams si è trasformato da biscia a soffia, e Pierce e Agar decidono di ucciderlo. Visto che ormai la polizia è sulle loro tracce, sviano le indagini grazie alla complicità involontaria di Chokee Bill.
Sharp e Harranby, grazie alle informazioni (involontariamente false) ricevute da Chokee Bill riescono a ipotizzare il colpo, che Pierce e compagni si apprestano a compiere: rubare le paghe del personale che lavora a Greenwich, alla posa del cavo telegrafico sottomarino che collegherà l'Inghilterra a New York. Ovviamente è Pierce, che grazie alla sua astuzia e alla complicità involontaria di Chokee Bill è riuscito a far credere la polizia di questo colpo. Il loro colpo rimane sempre il furto dell'oro diretto in Crimea.
Per colpa di una cassa di vino sparita "misteriosamente", le ferrovie cambiano le regole di sorveglianza delle merci trasportate, compreso il trasporto dell'oro. Il 21 maggio 1855 (la sera precedente il colpo) Burgess informa Pierce che ci sono nuovi problemi. Il colpo sembra sfumato per l'ennesima volta, ma Pierce riesce ad elaborare un piano per superare questi nuovi ostacoli.
La mattina del 22 maggio 1855 l'oro viene caricato regolarmente sul carro merci del treno. Mentre Pierce e Miriam, dopo aver inscenato l'ennesimo trucco per eludere la sorveglianza aggiuntiva all'oro, si apprestano a salire sul treno, compare Henry Fowler, l'ennesimo ostacolo tra la banda e l'oro. Tutti e tre salgono sul treno che li porterà a Folkestone, e Pierce riesce a liberarsi di Henry con l'aiuto della sua amante Miriam.

### Parte quarta - La Grande Rapina al Treno (maggio 1855)
Nel percorso tra Londra e Folkestone, l'armatore Pierce e il collega Agar riescono a effettuare il colpo del secolo. Per poterlo effettuare Pierce è dovuto salire sul tetto del treno (con quello che comporta, visto che il treno viaggiava a 80 km/h) e, dopo aver fatto il colpo, gli si è presentato un altro intoppo che è riuscito a risolvere con una bella dose di fantasia. Quando il treno arriva a destinazione vengono scaricate le cassette blindate, contenute nella casseforti e caricate sul piroscafo diretto in Francia. Il 23 maggio 1855 i francesi, aprendo le cassette blindate, le vedono piene di piombo e non d'oro, e accusano gli inglesi che contraccusano i francesi. Il 17 giugno, su insistenza francese, vengono esaminate le serrature delle casseforti e viene scoperto che sono state manomesse quelle del treno. La polizia emette un mandato di cattura per Burgess, il quale riesce a scappare con la moglie e i figli.

### Parte quinta - L'arresto e il processo (novembre 1856-luglio 1857)
Il 5 novembre 1857 viene arrestata Alice Nelson, la donna di Robert Agar, con l'accusa di borseggio. Dopo poche ore lei confessa di avere delle notizie sulla rapina al treno pur di non finire in prigione. In realtà lei sapeva ben poco, ma accusò il suo uomo di aver partecipato al colpo. Scotland Yard interroga Agar e dopo alcuni giorni riesce a farlo confessare che il cervello del furto si chiama Edward Pierce. Il 13 novembre Scotland Yard arresta Edward Pierce che era a vedere un combattimento di pugilato (all'epoca era uno sport molto diverso da quello di oggi e anche illegale, ma non per questo non praticato). Pierce nega per settimane, ma il 6 febbraio a sorpresa confessa di aver ideato il furto: tuttavia il nascondiglio dell'oro indicato è vuoto; il tempo perso da Pierce ha permesso ai suoi complici di nasconderlo. Il 12 luglio 1857 incomincia il processo a Pierce, Agar e compagni. Alla fine del processo tra Pierce e Harranby era nato un rispetto reciproco. Il 2 agosto 1857 Pierce viene condannato e durante il trasporto verso la prigione di Coldbath Fields riesce a fuggire con la complicità di Barlow (che assale la carrozza) e Miriam (che ha passato qualcosa, forse le chiavi delle manette, a Pierce durante il trambusto all'uscita del tribunale).
- Burgess fu condannato a due anni di prigione da scontarsi a Marshalsea dove morì di colera.
- Robert Agar fu deportato in Australia. Morì nel 1902 a Sydney, ma nel frattempo era diventato ricchissimo. Un suo nipote fu sindaco di Sydney.
- Harranby morì nel 1879 cadendo da cavallo.
- Sharp morì nel 1919, ma nel frattempo era riuscito a diventare capo di Scotland Yard.
- Edgar Trent morì nel 1857 di malattia.
- Elizabeth Trent si sposò nel 1858. Morì di polmonite nel 1884 dopo aver avuto molteplici amanti.
- Henry Fowler morì nel 1858.
- Di Edward Pierce, Barlow e Miriam si sono perse tutte le tracce. Si sono perse tutte le tracce anche dell'oro per un valore, all'epoca, di 12.000 sterline.

## Personaggi
- Edward Pierce: "Armatore" criminale con possibilità economiche molto elevate - capo
- Robert Agar: "Ferramenta" specialista in serrature - complice
- Henry Fowler: Amico del gentiluomo Edward Pierce, ma non del criminale
- Clean Willy Williams: "biscia" specialista per entrare dovunque - complice
- Edgar Trent: Presidente della banca Huddleston & Bradford
- Elizabeth Trent: figlia di 29 anni di Edgar Trent
- Teddy Burke: "Paino" borseggiatore
- Burgess: guardia incaricata di sorvegliare il carico dell'oro sul treno
- Chokee Bill: informatore della polizia
- Sharp: poliziotto
- Harranby: poliziotto e superiore di Sharp
- Miriam: amante di Edward Pierce
- Barlow: uomo di fiducia di Edward Pierce

## Opere derivate
Nel 1979 è stata realizzata la pellicola 1855 - La prima grande rapina al treno, con interpreti principali Sean Connery nella parte di Edward Pierce e Donald Sutherland nella parte di Robert Agar.

## Edizioni in italiano
- Michael Crichton, La grande rapina al treno, traduzione di Ettore Capriolo, Milano, Garzanti, 1976.
- Michael Crichton, 1855. La grande rapina al treno, Milano, Garzanti, 1979.
- Michael Crichton, La grande rapina al treno, traduzione di Ettore Capriolo, Milano, A. Vallardi, 1988.
- Michael Crichton, La grande rapina al treno, a cura di Fabio Cereda, traduzione di La grande rapina al treno, Milano, Garzanti, 1993.
- Michael Crichton, La grande rapina al treno, traduzione di Ettore Capriolo, Teadue, Milano, TEA, 1997,  p. 229, ISBN 9788878182196.
- Michael Crichton, La grande rapina al treno, collana Gli elefanti. Narrativa, traduzione di Ettore Capriolo, Milano, Garzanti, 28 febbraio 2003,  p. 231, ISBN 9788811677390.
- Michael Crichton, La grande rapina al treno, collana Elefanti bestseller, traduzione di Ettore Capriolo, Milano, Garzanti, 3 dicembre 2009,  p. 231, ISBN 9788811679516.
- Michael Crichton, La grande rapina al treno, collana Elefanti bestseller, traduzione di Ettore Capriolo, Milano, Garzanti, 22 marzo 2018,  p. 238, ISBN 9788811602460.